# Шмідт-Очаківський Євген Петрович
Євген Петрович Шмідт-Очаківський (15 березня (28 лютого) 1889, Київ — 28 грудня 1951, Париж) — син Петра Петровича Шмідта. Учасник Севастопольського повстання 1905 року, російський офіцер, учасник Білого руху, емігрант. Автор книг про батька.

## Біографія
У дитинстві жив у Санкт-Петербурзі, Нагасакі, Одесі, Севастополі, змінюючи місце проживання разом із батьком. Навчався в Одеському реальному училищі Св. Павла, потім у Севастопольському Костянтинівському реальному училищі.
Із юних років виявляв інтерес до революційних ідей. У листопаді 1905 року, дізнавшись про повстання, самостійно дістався до крейсера «Очаків», де залишався з батьком. Коли крейсер почав тонути, кинувся в море. Утримувався під арештом 40 днів, потім був звільнений (як неповнолітній).
Проходив навчання в Санкт-Петербурзькому технологічному інституті, закінчив Петроградську школу прапорщиків інженерних військ.
Брав участь у громадянській війні на боці Білого руху. У 1921 році, після евакуації в Галліполі, у складі першої сотні галліполійців відправився для завершення вищої освіти в Прагу, де закінчив Вищу технічну школу. Перебував у Товаристві галліполійців у Празі, в Товаристві росіян, які закінчили вузи в Чехословаччині.
У 1930 році переїхав до Франції. Помер у бідності в Парижі 28 грудня 1951 року.

## Твори
- Шмидт-Очаковский Е. П. Лейтенант Шмидт. «Красный адмирал». Воспоминания сына. — Прага. 1926. — 298 с.